# Petroglyphen auf den Kanarischen Inseln
Auf allen sieben Hauptinseln des zu Spanien gehörigen kanarischen Archipels wurden Petroglyphen gefunden. Sie zeigen in den Felsen gehauene, geritzte oder geschabte geometrische Zeichen, Schriftzeichen und gegenständlichen Darstellungen. Sie wurden vermutlich durch die Ureinwohner der Inseln, die Altkanarier, in der Zeit vor der Eroberung durch die Europäer geschaffen. Es gibt keine Einheitlichkeit in der Felskunst der Inselgruppe. Die Petroglyphen der einzelnen Inseln weisen große Unterschiede in gestalterischer und technischer Hinsicht auf.

## Wissenschaftliche Erforschung

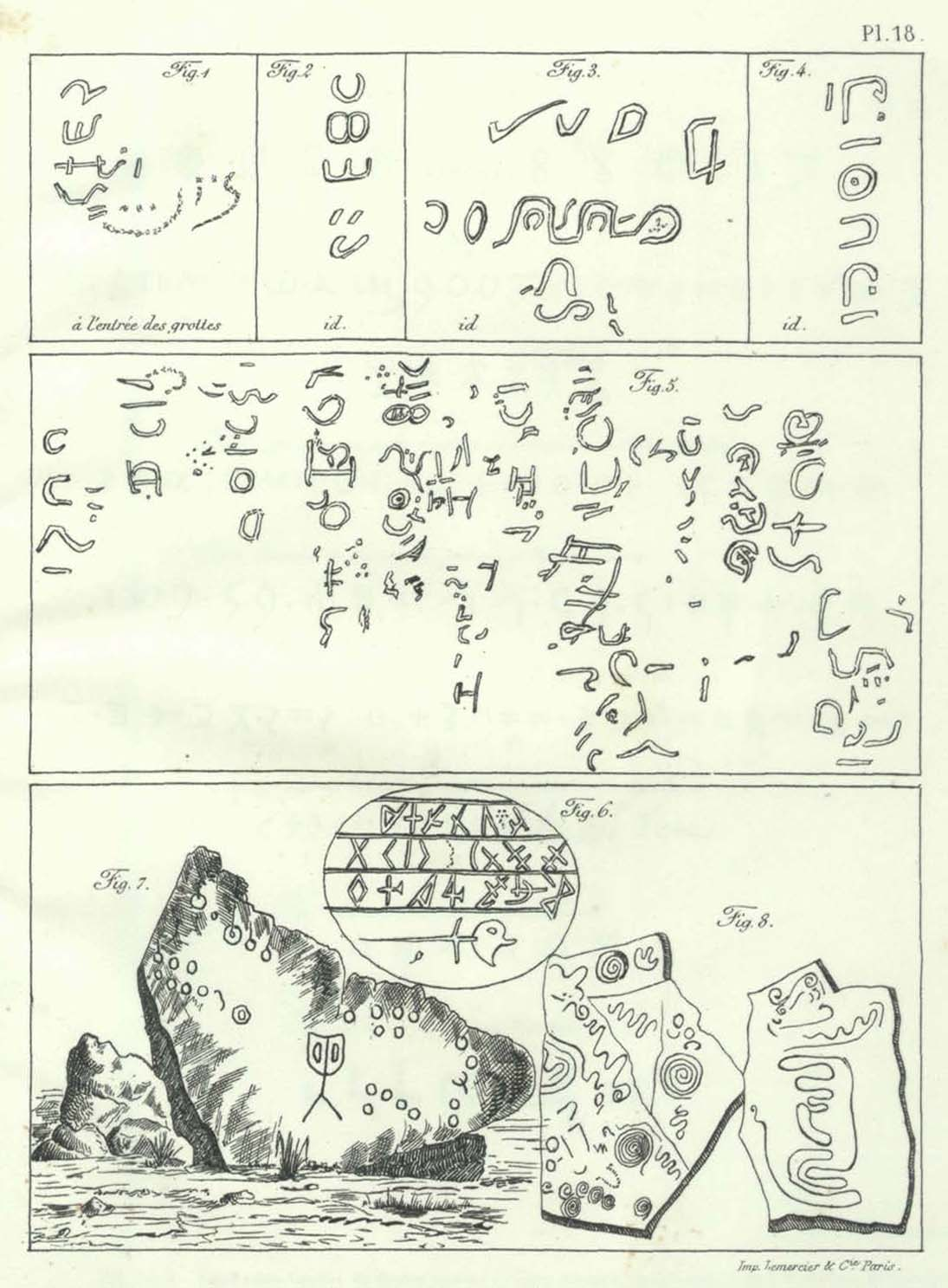
Zeichnungen von Petroglyphen
auf El Hierro
Abgedruckt 1879 in dem Buch Antiquités Canariennes

Einige Petroglyphen waren der Bevölkerung im 18. Jahrhundert bekannt. Man schenkte ihnen aber keine Beachtung. Im Jahr 1762 fertigte José Antonio Vandevalle de Cervellón, der Bruder des damaligen Militärgouverneurs der Kanarischen Inseln, eine Kopie der Petroglyphen der Cueva de Belmaco an. Diese wurde auch José Viera y Clavijo vorgelegt. Der wies die Überlegungen zurück, dass „jene Eingeborenen Kenntnisse der Kunst des Schreibens besaßen“ und beurteilte sie als „reine Kritzeleien, Spiele des Zufalls oder der Fantasie der alten Barbaren.“ Im Jahr 1875 veröffentlichte Sabin Berthelot im Bulletin de la Société de Géographie in Paris die erste internationale wissenschaftliche Darstellungen der archäologischen Funde von El Julan. In den folgenden hundert Jahren wurden auf allen Inseln weitere Fundstellen von Petroglyphen bekannt. Die Erforschung beschränkte sich weitgehend auf z. T. sehr fehlerhafte Wiedergaben, die dann mit Petroglyphen in Nordafrika, Europa und Amerika verglichen wurden. Ab dem Jahr 2008 wurden Projekte zur Inventarisierung der mehreren hundert bekannten Felsinschriften der Kanarischen Inseln durchgeführt, um alle Informationen über die Fundstellen zu sammeln und zu aktualisieren.

## Schutz
Bis zum Jahr 1933 gab es in Spanien keinen nennenswerten gesetzlichen Schutz für archäologische Fundstellen. Das führte dazu, dass eine ganze Reihe von Petroglyphen zerstört wurden. Das geschah durch unsachgemäßes Kopieren, durch Vandalismus oder dadurch, dass die Felsen für Bauarbeiten oder zerkleinert als Schotter für den Straßenbau verwendet wurden. Das Gesetz „Ley de Patrimonio Histórico Español“ vom 25. Juni 1985 zeigte den bedeutenden Wandel in der Bewertung des kulturellen Erbes, der im Lauf des 20. Jahrhunderts eingetreten war. In diesem Gesetz werden im Artikel 40 Absatz 2 alle Funde von Felsenkunst (Arte rupestre) unter Schutz gestellt, ohne dass es einer ausdrücklichen Erklärung der zuständige Behörde bedarf. Archäologische Untersuchungen dürfen nur von Fachleuten durchgeführt werden, die dazu eine Genehmigung der Behörden benötigen. Diese formale Maßnahme konnte und kann die Fundstellen nicht vor Verlusten schützen. Seit einiger Zeit dürfen verschiedene Fundstellen nur noch im Rahmen von Führungen besucht werden, die von den Centros de Interpretación organisiert und durchgeführt werden.

## Fundorte
99 Prozent der Petroglyphen befinden sich unter freiem Himmel. Sie liegen in allen bioklimatischen Bereichen und allen Höhenlagen der kanarischen Inselgruppe, von der Küste bis zu den Gipfeln. Die Fundstellen befinden sich auf Bergen, an freistehenden Felsen, in Barrancos, an Basaltwänden, erkalteten Lavaströmen und, in außergewöhnlichen Fällen, im Inneren von Höhlen. Es gibt ein Zusammentreffen zwischen Petroglyphenfunden und Orten, an denen vermutlich religiöse Zeremonien abgehalten oder Tote beigesetzt wurden. Auch ein Zusammenhang mit Wasserstellen scheint zu bestehen. An den Fundstellen befinden sich gelegentlich nur einige wenige Zeichen, an anderen wie z. B. El Julan auf El Hierro findet man allein im Abschnitt Los Letreros etwa 200 Paneele (getrennte Flächen mit Ornamenten oder Schriftzeichen). Archäoastronomische Untersuchungen deuten darauf hin, dass einige Fundstellen Ausrichtungen haben, die in Zusammenhang mit astronomischen Erscheinungen zu verstehen sind.

## Motive

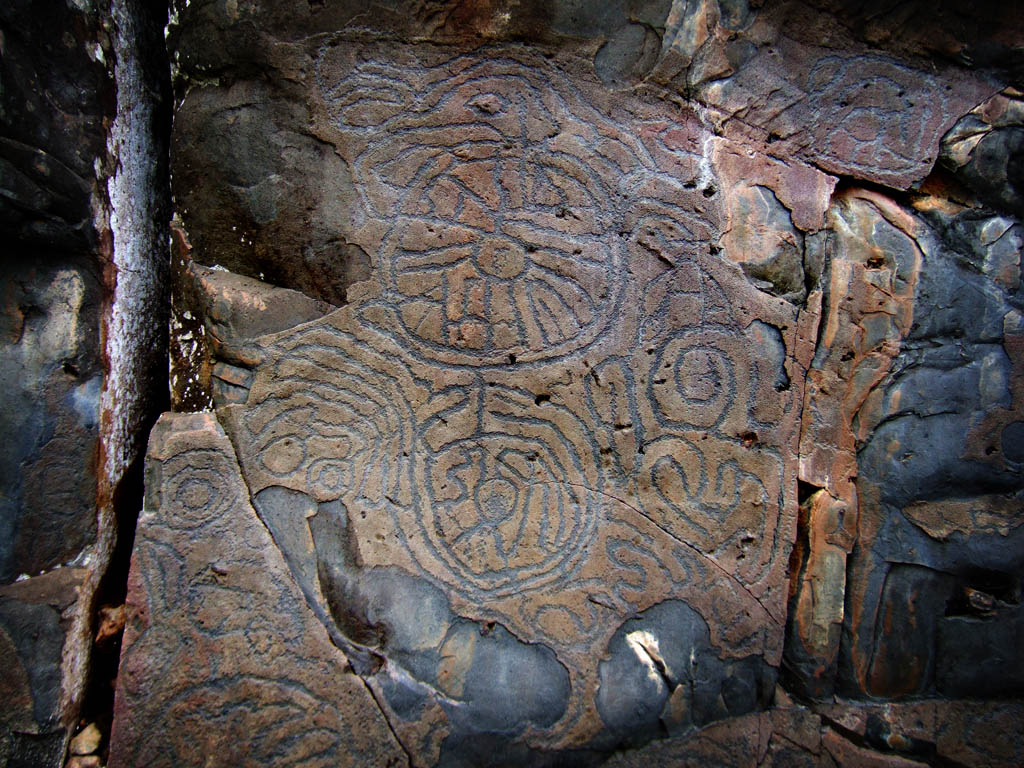
Geometrisches Motiv, Cueva de Belmaco, La Palma

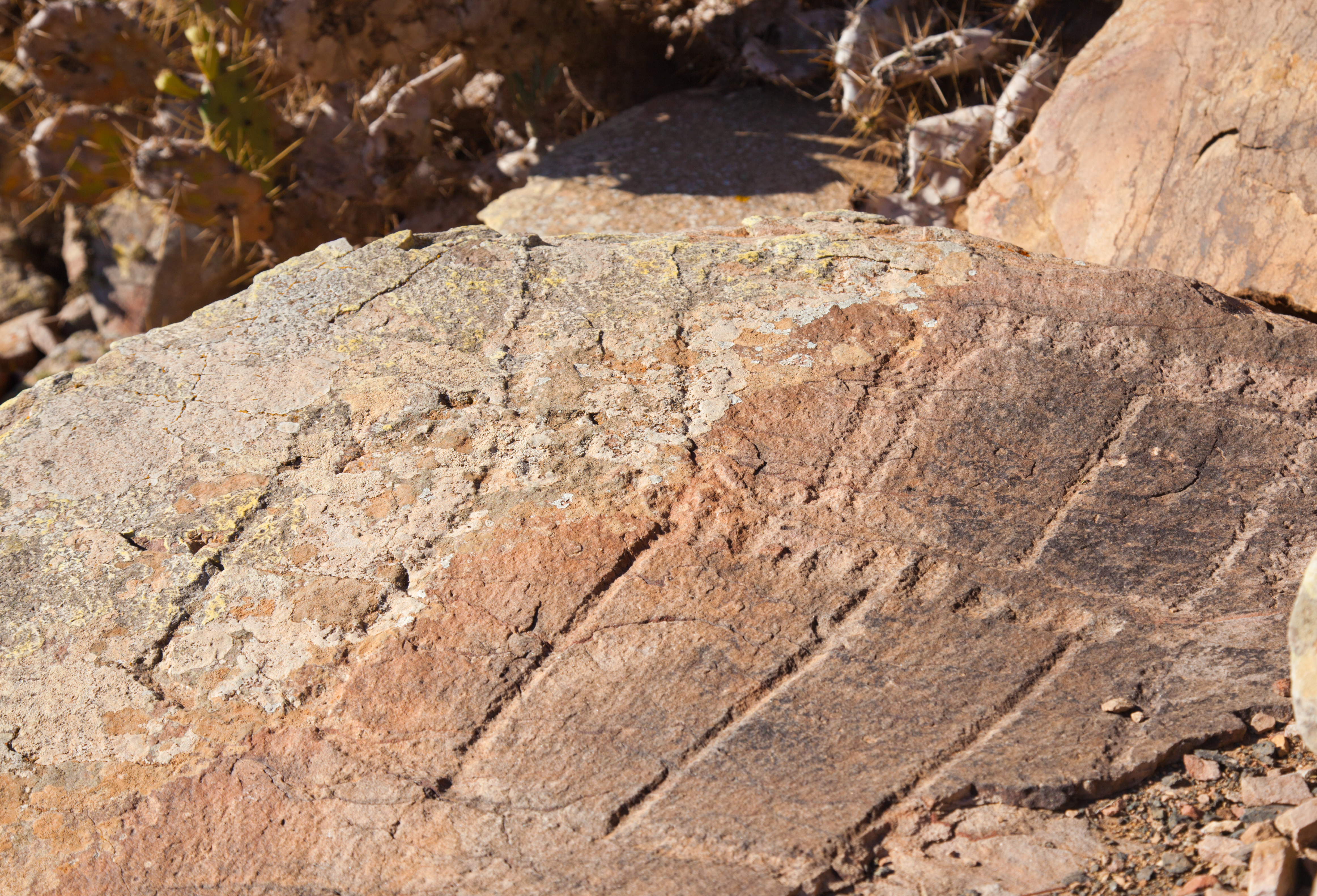
Figuratives Motiv, Fußabbildung, Fuerteventura

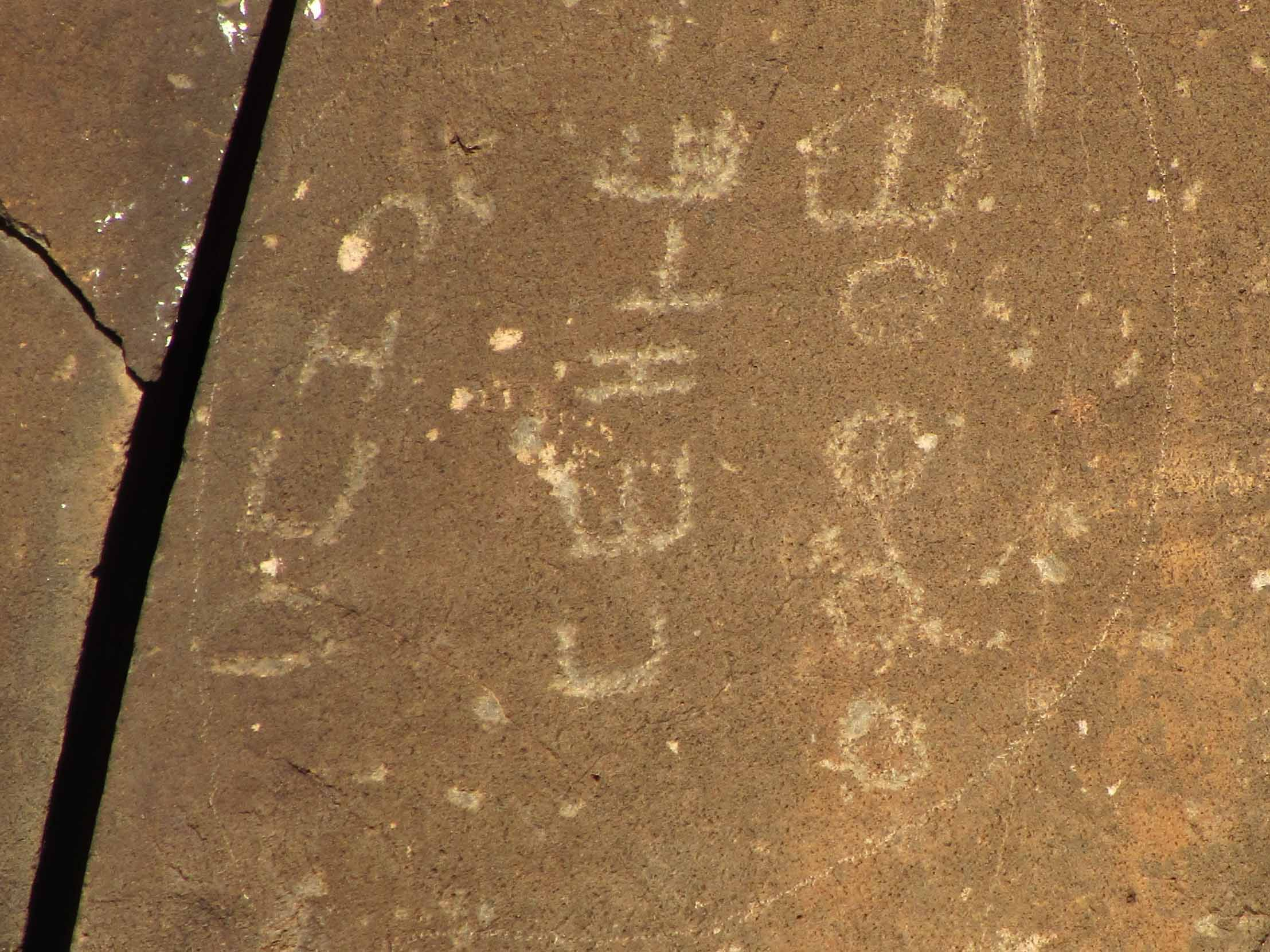
Felsinschrift im Barranco de los Balos, Gran Canaria

Die Menge der Petroglyphen wird nach der Art der dargestellten Motive in drei Gruppen eingeteilt: Geometrische Formen, figurative Darstellungen und Schriftzeichen. Auf einem Paneel treten häufig Motive der unterschiedlichen Gruppen zusammen auf. Diese müssen nicht unbedingt zur gleichen Zeit entstanden sein.

### Geometrische Muster
Auf den meisten Petroglyphen werden geometrische Formen wiedergegeben. Sie umfassen eine große Vielfalt von Motiven: geradlinig, netzartig, schachbrettartig, rechtwinklig, viereckig, kreuzförmig, dreieckig, rautenförmig, Ovale, Ellipsen und verflochtene Kreise, Spiralen, konzentrische Kreise und Halbkreise, Mäander, Labyrinthe usw. Geometrische Steinritzungen auf La Palma zeigen Ähnlichkeiten mit Mustern, die von Steinzeichnungen und Regenritualen der Dogon in Mali und anderen afrikanischen Regionen bekannt sind.

### Figurative Darstellungen
Figurative Motive sind solche, die eine Identifikation des dargestellten Motivs zulassen. Es gibt anthropomorphe (Menschen darstellende), zoomorphe (Tiere darstellende), podomorphe (Füße darstellende) Petroglyphen. Darüber hinaus werden Kreuze oder Schiffe abgebildet.

### Felsinschriften
Die Herkunft der Schriftzeichen die auf den Kanarischen Inseln auf Petroglyphen und zwei Holzobjekten gefunden wurden, ist bisher nicht genau geklärt. Alle Wissenschaftler sind sich heute einig darüber, dass die Felsinschriften von den Ureinwohnern der Inseln angefertigt wurden, Die Zugehörigkeit der Schriftzeichen zur Gruppe den libysch-berberischen Schriften konnte bereits kurz nach der Auffindung der ersten Felsinschriften festgestellt werden. Trotzdem bleibt es bis heute problematisch einen genauen Zeitpunkt anzugeben, an dem diese Schriftzeichen auf die Kanarischen Inseln gelangten, oder den genauen Ort ihrer Herkunft festzulegen.

## Technische Ausführung

### Untergründe
Die am häufigsten bearbeiteten Untergründe sind Basalt, Phonolith und Trachyt, die durch verschiedene geomorphologischen Prozesse, aufgrund des vulkanischen Ursprungs der kanarischen Inselgruppe, an die Oberfläche getreten sind. Einige Basreliefs wurden auch in Tuffstein gearbeitet.

### Bearbeitungstechniken
Die Technik Pickelns oder der Punzierung wurde durch die Verwendung harter, spitzer Schlagwerkzeuge aus Basalt oder Obsidian ausgeführt. Mit den Werkzeugen wurde direkt auf die zu bearbeitende Oberfläche eingewirkt. Entweder wurden mit den Punzierungen das Motiv mit nahezu ununterbrochenen Linie dargestellt oder aber die Punzierungen wurden in größeren Abständen ausgeführt, sodass sich gepunktete Linie auf den Paneelen finden. In einigen Fällen wurden die Punkte durch Schabetechnik miteinander verbunden.
Bei der Ritztechnik wurden V-förmige Vertiefungen in den Stein eingeritzt. Dafür waren sehr spitze bzw. scharfe Werkzeuge nötig. Da es auf den Kanarischen Inseln keine nutzbaren Metallerzvorkommen gibt, waren die Ureinwohner auf Werkzeuge aus Stein bzw. Obsidian angewiesen. In verschiedenen Fällen wurden Splitter von Obsidianen in der Nähe der Petroglyphen gefunden.
Mit der Schabetechnik können nicht nur Linien, sondern auch Flächen tiefergelegt werden, wie das bei einigen anthropomorphen, zoomorphen oder geometrischen Darstellungen der Fall ist.

## Zeitliche Einordnung
Es besteht eine Übereinstimmung zwischen allen Archäologen, dass es z. Zt. unmöglich ist, das absolute Alter der Petroglyphen nur durch ihre Untersuchung festzustellen, da alle der physikalisch-chemischen Kontrolle zugänglichen Reste fehlen. Daher berücksichtigt man seit einigen Jahren für die relative Datierung die gezeigten Motive der Petroglyphen. Die Wissenschaftler gehen heute davon aus, dass verschiedene Gruppen von Zeichen, auch an ein und derselben Fundstelle, zu unterschiedlichen Zeiten entstanden sind. Die Entstehungszeit der meisten Petroglyphen wird auf die Zeit zwischen 200 v. Chr. und 700 n. Chr. geschätzt. Die gelegentlich zu findenden Kreuzformen sind vermutlich nach der Christianisierung im 15. Jahrhundert entstanden. Die anthropomorphen Figuren oder die Wiedergabe von Schiffen könnten sich aus einem Überleben der alt hergebrachten Felsbearbeitung nach der Eroberung ergeben, wenn auch offenbar mit einer anderen kulturellen Absicht.

## Bedeutung
Die Bedeutung der Petroglyphen ist umstritten. Da es keine gesicherten Übersetzungen der Inschriften gibt, kann auch der Zweck der Darstellungen nicht sicher erklärt werden. Wenn auch die einzelnen Motive nicht unbedingt auf einen religiösen Hintergrund hinweisen, scheint es einige Fundstellen zu geben, bei denen ein Zusammenhang mit religiösen Praktiken bestand. In vielen Fällen scheinen die archäologischen Komplexe sehr umfassend mit Orten verbunden gewesen zu sein an denen religiöse Zeremonien durchgeführt wurden. Bei Inschriften in der näheren Umgebung von Festplätzen scheint es, als könnten die libysch-berberischen Inschriften die Namen der Teilnehmer dieser Feste oder ihre Kinder, Verwandten und Vorfahren darstellen. Die Petroglyphen werden auch als Grenzmarkierungen oder Besitzmarkierungen einzelner Herrschaftsgebiete der Altkanarier interpretiert. Die Ausrichtungen einiger Paneele deuten darauf hin, dass es sich dabei um astronomische Darstellungen handeln könnte.